# 伊藤誠二
伊藤 誠二（いとう せいじ、1974年9月20日 - ）は、愛知県出身のボートレーサー。登録第3713号。

## 来歴
- 74期訓練生として本栖研修所に入所。
- 1994年4月21日選手登録。
- 1994年6月9日から蒲郡競艇場で開催された一般戦でデビュー。（2着）デビュー2走目でデビュー初勝利を飾る。
- 1995年5月19日から福岡競艇場で開催された一般戦で初優出を果たす。（デビュー1年）
- 1996年2月9日から福岡競艇場で開催された一般戦で初優勝を飾る。（デビュー1年9ヶ月）
- 1997年1月29日から尼崎競艇場で開催された G1「第11回新鋭王座決定戦」でG1初出場。
- 2001年1月23日から浜名湖競艇場で開催された G1「第15回新鋭王座決定戦」6日目（最終日）第12RでG1初優出すると、5号艇5コースからまくりを決めて勝利[1]し、G1初優勝を果たす。
- 2001年3月15日から尼崎競艇場で開催された SG「第36回総理大臣杯」でデビュー6年10ヶ月にしてSG初出場。同節でSG初勝利を飾る。（準優5着）
- 2002年6月25日から宮島競艇場で開催された SG「第12回グランドチャンピオン決定戦」6日目（最終日）第12Rに出走し、SG初優出[2]。（3着）
- 2022年4月9日からボートレース児島で開催された 一般戦「第27回日本財団会長杯」4日目第5Rで4号艇4コースから抜きで勝利[3]通算2000勝を達成。

## エピソード
- 同期には辻栄蔵、守田俊介、鳥飼眞、西村めぐみらがいる。

## 獲得タイトル

### GI
- 第15回新鋭王座決定戦（浜名湖競艇場）

## 戦績
- 出走回数：7015回
- 1着回数：2004回
- 優出回数：272回
- 優勝回数：57回
- フライング(F)回数：29回
- 出遅れ(L)回数：3回
- 通算勝率：6.56
- 2連対率：48.58
- 3連対率：65.79
- 生涯獲得賞金：849,051,809円